# Autrices et auteurs de Suisse
Autrices et auteurs de Suisse est une association suisse d'écrivains fondée en 2002, à la suite de la fusion du Groupe d'Olten et de la Société suisse des écrivains.
Elle compte 928 membres en 2010.

## Historique

### Groupe d'Olten
En 1969, Maurice Zermatten, président de la Société suisse des écrivains ayant traduit en français le livre sur la défense civile, la tension entre divers groupes d'écrivains devint très importante. Une vingtaine d'écrivains très profilés politiquement décidèrent de quitter la SES, parmi lesquels Peter Bichsel, Jeanlouis Cornuz, Walter Matthias Diggelmann, Friedrich Dürrenmatt, Jürg Federspiel, Max Frisch, Vahé Godel, Ludwig Hohl, Kurt Marti, Adolf Muschg, Jörg Steiner, Yves Velan, Walter Vogt, Otto F. Walter et Walter Weideli. À la suite de différentes réunions dans le restaurant de la gare d'Olten, ces écrivains fondent cette association en 1970, avec pour but la réalisation d'une société socialiste et démocratique.
En 2002, la décision de dissolution est prise.

### Société suisse des écrivains
Le 29 septembre 1912, un comité d'initiative dont Carl Albert Loosli, Heinrich Federer, Alfred Huggenberger et Hermann Aellen, se réunit à Olten pour créer et préparer les statuts de la SSE, association installée en 1913 à Zurich avec comme président Ernst Zahn et Hermann Aellen comme secrétaire permanent.
Le but était de rapprocher la Suisse romande et la Suisse alémanique, avec pour favoriser le développement des lettres nationales, indispensables à la vie spirituelle du peuple suisse. Elle assura aussi la sécurité matérielle de ses membres afin de leur assurer les conditions requises pour la création littéraire.
Au début de la Première guerre mondiale, la prise de position germanophile du président de la SES, Ernst Zahn, amène Charles-Ferdinand Ramuz à démissionner avec d'autres écrivains de la SES. À la suite de cette polémique, Ernst Zahn démissionne de la présidence en 1914 et est remplacé par Rudolf von Tavel.
En 1920, la SSE crée une caisse de prêts et d'avances des écrivains suisses pour venir en aide aux jeunes écrivains.
La SSE est un élément moteur du mouvement de défense spirituelle.
Elle joue un rôle controversé pendant la Seconde Guerre mondiale dans l'accueil en Suisse des intellectuels persécutés par le régime nazi, collaborant avec la police des étrangers pour établir des préavis de renvoi,. Lors d'une assemblée générale de l'association organisée en 1933 à Baden sous la direction de son président Felix Moeschlin, elle adopte ainsi des directives prévoyant que l'asile et le droit de travailler seraient accordés à des « écrivains éminents sur le plan littéraire et moral poursuivis en Allemagne pour des raisons politiques » mais seraient refusés « à tous les autres écrivains et journalistes étrangers, en particulier donc aux petits pisse-copies et autres auteurs occasionnels sans envergure »,,.

### Affiliations
L'AdS est membre des associations suivantes :
- Conseil européen des associations de traducteurs littéraires (CEATL)
- European Writers' Council
- Pro Litteris
- Fondation Schiller suisse
- Société Suisse des Auteurs
- Journées littéraires de Soleure
- Suisseculture

### Membres
- Daniel Zahno